# Strange Days (албум)
Вижте пояснителната страница за други значения на Strange Days.
„Strange days“ е вторият албум на американската рок група Доорс, издаден късно през септември 1967 година. Албумът получава Златен сертификат и достига трето място в класацията на Билборд. Въпреки това продуцентът Пол Ротшилд го смята за комерсиален провал, независимо че е артистичен триумф. „Всички мислехме, че това ще е най-продаваният албум. В крайна сметка се оказа един от най-лошо продаваните. Бяхме сигурни, че ще е по-добър от всичко, което Бийтълс са правили. Но нямахме сингъл.“ казва Ротшилд. Това твърдение може да се оспори, тъй като албумът все още се продава добре. Освен това вкарва два хита в топ 30, влиза в топ 3 в САЩ по продажби и има Платинен сертификат.
В него частично се съдържат песни, които не са влезли в дебютния албум. „Strange days“ налага мрачни настроения и съдържа някои от най-сюрреалистичните песни на групата като „Strange Days“, „People Are Strange“, „Love Me Two Times“ и „When the Music's Over“. Последната е епическа поема, която може да се сравнява с „The End“. В албума е влючена и „Moonlight Drive“, която е една от първите песни на Морисън. Песента е записана през 1965 (демо) и 1966 (за първия албум). През 1967 г. е записана финалната версия.
Албумът достига до номер 3 в САЩ през 1967 година и до номер 407 в класацията на списание Ролинг Стоун „500 най-велики албуми за всички времена“. Песента „People Are Strange“ достига 12-а позиция в американската класация, а „Love Me Two Times“ – 25-а.

## Обложка
Снимката от обложката е заснета в малка уличка в Ню Йорк. Морисън отказва да се снима за обложката и за това фотографът Джоел Бродски решава да я направи циркова. По това време обаче повечето циркове са на летни турнета и на Бродски е доста трудно да намери професионални циркови артисти. Акробатите са единствените, които намира; джуджетата са Лестър Дженъс и по-малкият му брат Станли Дженъс (на задната обложка) и са наети от актьорска трупа; жонгльора е асистентът на Бродски; тромпетистът е шофьор на такси, а великанът всъщност е портиер в клуб. Задната обложка изобразява ограбен мъж, който стои на една от входните врати и гледа джуджетата. Този човек е приятел на жената на Бродски.
Първоначалната идея за обложката всъщност е била огледало, отразяващо групата, което джуджетата носят. Джим Морисън заявява, че изобщо не иска да е на обложката и затова се налага да поставят плакат на групата в десния край.
През 1980-те е заснето видео към заглавното парче. То започва със снимката от обложката, от която джуджето, жонгльора и акробата (във видеото е жена) оживяват и излизат от снимката. Триото изучава Ню Йорк и се присъединява към различни тълпи. Всичко това е смесено с оригиналното видео за песента. В края на клипа джуджето, жонгльорът и акробатът се връщат в снимката.

### Бонус песни в пре-издадения диск от 2006
1. „People Are Strange“ (Грешно начало & диалог)
2. „Love Me Two Times“ (Take 3)

## Състав
- Джим Морисън – вокал
- Роби Кригър – китара
- Рей Манзарек – маримба, бас, кийборд
- Джон Дензмор – барабани
- Дъглас Лубан – бас на „You're Lost Little Girl“ и „My Eyes Have Seen You“